# تومایمایسین
تومایمایسین (انگلیسی: Tomaymycin) یک پیرولوبنزودیازپین ضد تومور و آنتی بیوتیک است. تومایمایسین توسط باکتری Streptomyces achromogenes تولید می‌شود.